# Mooers (Nueva York)
Mooers es un pueblo ubicado en el condado de Clinton en el estado estadounidense de Nueva York. En el año 2000 tenía una población de 3.404 habitantes y una densidad poblacional de 15 personas por km².

## Geografía
Mooers se encuentra ubicada en las coordenadas 44°57′48.02″N 73°35′14.38″O / 44.9633389, -73.5873278.

## Demografía
Según la Oficina del Censo en 2000 los ingresos medios por hogar en la localidad eran de $39,152, y los ingresos medios por familia eran $41,908. Los hombres tenían unos ingresos medios de $32,033 frente a los $25,255 para las mujeres. La renta per cápita para la localidad era de $15,645. Alrededor del 10.9% de la población estaban por debajo del umbral de pobreza.